# TP ICAP
TP ICAP (anciennement Tullett Prebon) (LSE : TLPR) est l'un des leaders mondiaux pour les activités de courtage (« interdealer broker »). L'entreprise est cotée à la Bourse de Londres et fait partie de l'indice FTSE 250.

## Historique
L'entreprise a été fondée par Derek Tullett en 1971 en tant que courtier sur le marché des changes, traitant sous le nom de Tullett & Riley.
Pendant les années 1970 et 80, l'entreprise a ouvert de nombreux bureaux à l'étranger. En 1999, elle fusionne avec Liberty Brokerage pour devenir Tullett Liberty. Liberty Brokerage ayant acquis en 1998 à Paris le courtier familial créé en 1933 par Léopold Roussin (changes, swaps, marchés monétaires et eurobonds) : Maison Roussin, dirigée alors par Jacques, Philippe et Dominique Roussin.
Début 2003, la compagnie est rachetée par Collins Stewart Hawkpoint, une compagnie de services financiers, devenant Collins Stewart Tullett.
En octobre 2004, l'entreprise fait l'acquisition de Prebon Yamane, une société de courtage née en 1990 de la fusion de trois sociétés londoniennes - Babcock & Brown, Kirkland-Whittaker et Fulton Prebon.
En décembre 2006, le groupe est séparé en deux entités : Collins Stewart et Tullett Prebon.
L'entreprise a finalisé l'acquisition de Chapdelaine, un courtier nord-américain, en janvier 2007, et l'intègre  dans ses opérations déjà existantes.
En novembre 2015, Tullett Prebon fusionne ses courtages vocaux avec ceux de ICAP dans une transaction d'un montant de 1,68 milliard de dollars. Dans ce cadre, Tullett aura 44 % dans le nouvel ensemble, ICAP aura 19,9 % et les actionnaires de ces derniers auront en propre 36,1 % de cette filiale.
La société prend le nom de TP ICAP et conserve le code bourse TPLR. 
En juin 2021, l’entreprise de courtage lance une plateforme de trading Bitcoin avec Fidelity Investments et Standard Chartered.

## Principaux actionnaires
Au 4 avril 2020.
| Schroder Investment Management        | 12,9% |
| Jupiter Asset Management              | 8,57% |
| Invesco Advisers                      | 6,55% |
| Liontrust Investment Partners         | 5,07% |
| Silchester International Investors    | 5,04% |
| Legal & General Investment Management | 3,89% |
| The Vanguard Group                    | 3,46% |
| Dimensional Fund Advisors             | 3,38% |
| Norges Bank Investment Management     | 2,54% |
| BlackRock Investment Management       | 2,44% |

## Opérations
L'entreprise fournit des services d'intermédiaires sur les marchés financiers, où elle offre des services d'exécution d'ordre à ses clients, qui sont principalement les banques commerciales et d'investissement. Tullett Prebon organise ses transactions selon la manière dont ses clients échangent. 
Huit lignes de produits sont représentées : volatilité, taux, crédit, trésorerie, hors-banque, énergie, actions, propriétés.

## Concurrence
- ICAP
- RP Martin
- BGC Partners (filiale de Cantor Fitzgerald)
- Tradition
- GFI Group
- Mint Partners